# Evesham Township (New Jersey)
Evesham Township ist ein Township im Burlington County von New Jersey in den Vereinigten Staaten. Das U.S. Census Bureau ermittelte bei der Volkszählung 2020 eine Einwohnerzahl von 46.826.
Marlton ist eine historische Gemeinde und ein Census-designated place (CDP) innerhalb der Evesham Township mit 10.260 Einwohnern (Stand: Volkszählung 2010), das sich über 3,235 Quadratmeilen (8,38 km²) der Township erstreckt. Marlton wird oft anstelle des Township-Namens verwendet, auch wenn es sich auf Orte außerhalb der Grenzen des CDP bezogen wird.

## Geschichte
Das Gebiet, das heute als Evesham Township bekannt ist, wurde ursprünglich von Quäkern im Jahr 1672 besiedelt. Das Township wurde entweder nach der gleichnamigen Stadt in England oder nach dem prominenten englischen Siedler Thomas Eves benannt.
Evesham Township wurde am 6. November 1688 als Eversham (mit einem „R“ in der Mitte des Namens, das in den folgenden Jahren verloren ging) in der Provinz West Jersey gegründet, bevor das County gebildet wurde. Evesham Township wurde am 21. Februar 1798 durch den Township Act of 1798 der Legislative von New Jersey als eine der ursprünglichen Gruppe von 104 Townships gebildet. Teile der Township wurden zur Bildung von Washington Township (19. November 1802), Medford Township (1. März 1847) und Mount Laurel Township (7. März 1872) genommen.

## Demografie
Laut einer Schätzung von 2019 leben in Evesham Township 47.753 Menschen. Die Bevölkerung teilt sich im selben Jahr auf in 84,5 % Weiße, 5,9 % Afroamerikaner, 6,0 % Asiaten, 2,1 % mit zwei oder mehr Ethnizitäten. Hispanics oder Latinos aller Ethnien machten 5,1 % der Bevölkerung aus. Das mittlere Haushaltseinkommen lag bei 100.720 US-Dollar und die Armutsquote bei 3,5 %.
| Bevölkerungsentwicklung Bei den Daten handelt es sich um Volkszählungsergebnisse. | Bevölkerungsentwicklung Bei den Daten handelt es sich um Volkszählungsergebnisse. | Bevölkerungsentwicklung Bei den Daten handelt es sich um Volkszählungsergebnisse. | Bevölkerungsentwicklung Bei den Daten handelt es sich um Volkszählungsergebnisse. | Bevölkerungsentwicklung Bei den Daten handelt es sich um Volkszählungsergebnisse. | Bevölkerungsentwicklung Bei den Daten handelt es sich um Volkszählungsergebnisse. | Bevölkerungsentwicklung Bei den Daten handelt es sich um Volkszählungsergebnisse. | Bevölkerungsentwicklung Bei den Daten handelt es sich um Volkszählungsergebnisse. | Bevölkerungsentwicklung Bei den Daten handelt es sich um Volkszählungsergebnisse. | Bevölkerungsentwicklung Bei den Daten handelt es sich um Volkszählungsergebnisse. |  |
| --------------------------------------------------------------------------------- | --------------------------------------------------------------------------------- | --------------------------------------------------------------------------------- | --------------------------------------------------------------------------------- | --------------------------------------------------------------------------------- | --------------------------------------------------------------------------------- | --------------------------------------------------------------------------------- | --------------------------------------------------------------------------------- | --------------------------------------------------------------------------------- | --------------------------------------------------------------------------------- |  |
| Jahr                                                                              | 1940                                                                              | 1950                                                                              | 1960                                                                              | 1970                                                                              | 1980                                                                              | 1990                                                                              | 2000                                                                              | 2010                                                                              | 2020                                                                              |  |
| Einwohner                                                                         | 1.655                                                                             | 2.121                                                                             | 4.548                                                                             | 13.477                                                                            | 21.508                                                                            | 35.309                                                                            | 42.275                                                                            | 45.534                                                                            | 46.826                                                                            |  |